# Estadio Olímpico Atahualpa
Das Estadio Olímpico Atahualpa ist ein Fußballstadion mit Leichtathletikanlage in der ecuadorianischen Hauptstadt Quito. Es bietet 35.724 Plätze.

## Geschichte
Die Sportstätte ist nach dem Inka-Herrscher Atahualpa benannt. Es wurde nach einer dreijährigen Bauphase 1951 eröffnet und 1973 und 1977 renoviert. Die Umbaumaßnahmen haben dazu geführt, dass die Kapazität von ursprünglich 40.958 oder 39.816 Plätze reduziert wurde. 
Bemerkenswert ist die Lage des Stadions auf 2.782 m Höhe. Die Anlage liegt an der Kreuzung der Avenida 6 de Diciembre und der Avenida Naciones Unidas in Quito, etwa sieben Kilometer nördlich der historischen Altstadt. 
Mehrere Hauptstadtvereine nutzen oder nutzten das Stadion als Heimspielstätte, etwa Deportivo Quito, Universidad Católica del Ecuador und der CD El Nacional. Die ecuadorianische Nationalmannschaft trägt ihre Heimspiele ebenfalls im Estadio Olímpico Atahualpa aus.

## Galerie

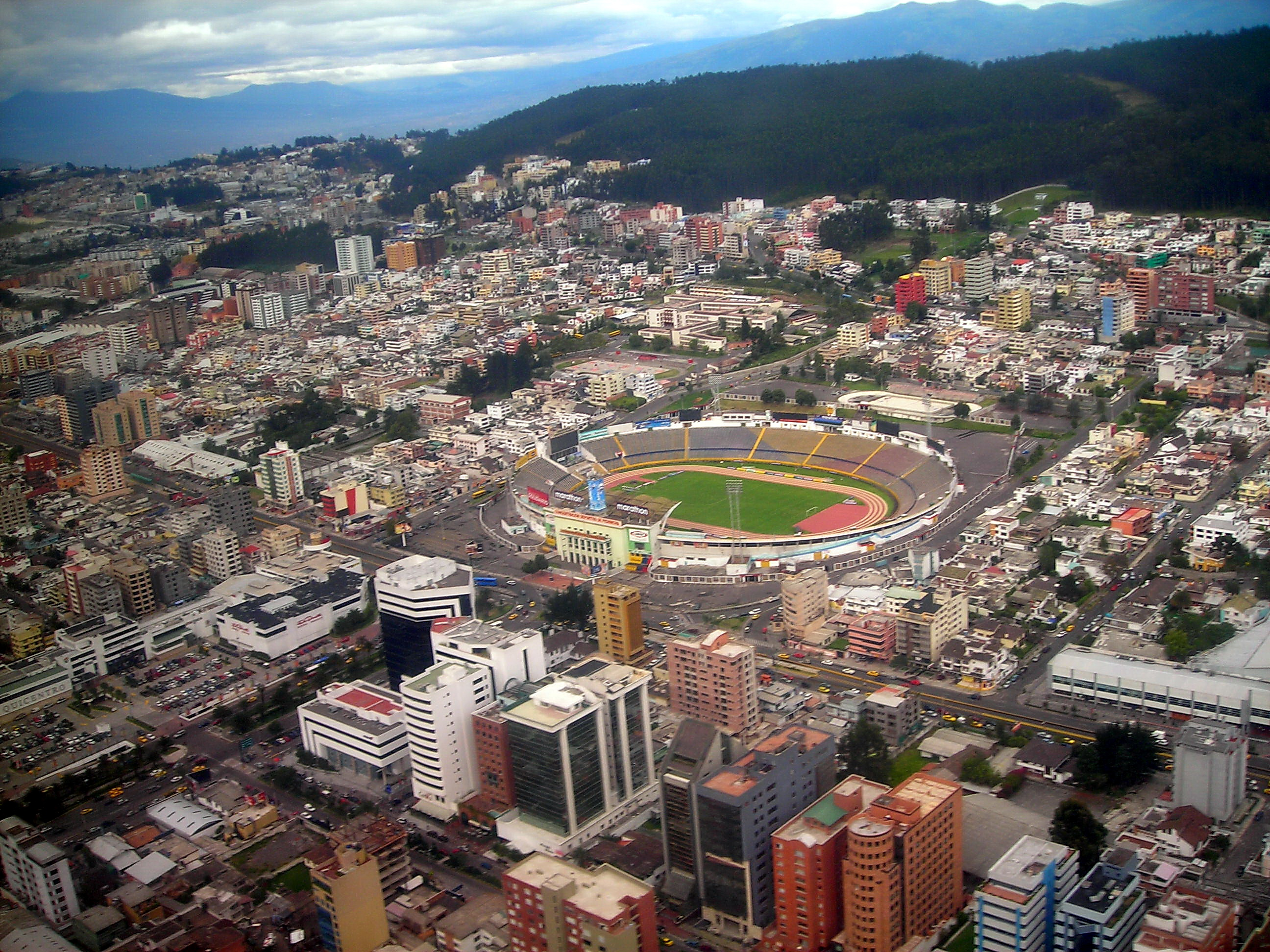
Lage des Estadio Olímpico Atahualpa in Quito